# Sparda Bank-Stadion
Das Sparda Bank-Stadion (ehemals und im Sprachgebrauch Stadion am Wasserwerk) ist ein Fußballstadion in der bayerischen Stadt Weiden in der Oberpfalz. Es ist die Heimspielstätte der SpVgg SV Weiden.

## Geschichte
Das Stadion wurde im Jahr 1928 eingeweiht und hieß bis 2013 Stadion am Wasserwerk oder einfach Wasserwerkstadion. Das erste Spiel fand am 29. Juli 1928 zwischen der SpVgg Weiden und Admira Wien statt. Die Begegnung endete 3:4 für die Wiener. Der Besucherrekord stammt von 1967, als 15.000 Zuschauer das Spiel der SpVgg Weiden gegen den SSV Jahn Regensburg (0:3) im alten Wasserwerkstadion verfolgten.
Von Mitte/Ende Mai 2009 an wurde das Stadion für 800.000 € nach den Vorschriften des DFB umgebaut, so dass einer Teilnahme an der Regionalliga-Saison 2009/10 nichts mehr im Wege stand. Seit der Fertigstellung im Juli 2009 fasst das Stadion insgesamt 7.600 Plätze (6.600 Steh- und 1.000 überdachte Sitzplätze). Es wurden 15 Plätze für Journalisten geschaffen. Die Tribünen der Spielstätte wurden in Gegensatz zum alten Stadion eng an das Spielfeld gebaut. 
Des Weiteren schrieb der DFB einen 2,20 m hohen Sicherheitszaun um das Spielfeld vor. Einen großen Teil der Kosten übernahm die Stadt Weiden als Eigentümer der Anlage. Ein weiterer Ausbau der Sportstätte ist vorgesehen. Zuvor bestand ein Großteil der Tribünen aus einfachen Erdwällen mit eingelassenen Holzstufen.